# Intercity Technology
Intercity Technology, voorheen (tot 2015) Intercity Zakelijk, is een aanbieder van communicatie- en IT-technologie voor de zakelijke markt.

## Geschiedenis
In 1986 richtte ondernemer Alan Jackson Intercity Communications op. Dit bedrijf was gevestigd te Birmingham. In eerste instantie verkocht hij mainframe-computers, later maakte hij de overstap naar mobiele telefonie.
Na acht jaar vestigde het bedrijf een tweede locatie in Nederland: Intercity Zakelijk te Hoofddorp. Naast KPN en Vodafone was Intercity Zakelijk de eerste telecomprovider die zich richtte op de zakelijke markt. In eerste instantie verkocht Intercity Zakelijk alleen mobiele abonnementen, totdat in 2005 de introductie van vaste telefonie plaatsvond.

## Producten en diensten
Naast mobiele abonnementen levert Intercity, zoals gezegd, vaste telefonie. Ook zijn er verschillende mobiele data-abonnementen beschikbaar voor laptops, tablets of Machine 2 Machine. Tevens is er voor klanten een beheerportaal beschikbaar waarin onder andere de facturatie te zien is.

### Mobiele telefonie
Intercity Technology levert sinds 1994 in Nederland mobiele telefonie en mobiel internet. Daarmee is het bedrijf met deze producten uitgegroeid tot een van de grootste telecombedrijven welke de zakelijke markt bedienen. Na zes jaar, in 2000, werd de 50.000e simkaart op het netwerk aangesloten.

### Vaste telefonie
Sinds 2005 biedt Intercity Technology vaste-telefoniediensten aan. Dit gebeurt via het eigen telefonieplatform.

### Integratie van vaste en mobiele telefonie
De vaste en mobiele telefonie kunnen worden geïntegreerd. Al het mobiele telefonieverkeer gaat via het mobiele netwerk. Het platform van Intercity Technology verbindt dit gesprek vervolgens met de telefooncentrale waar ook de vaste telefonie in uitkomt.

## Netwerk
Als MVNO biedt het bedrijf mobiele abonnementen aan onder zijn eigen naam. Voor het mobiele netwerk maakt ze gebruik van het radionetwerk van KPN. Sinds 2011 beschikt het bedrijf over een eigen mobiele-en-vaste-telefonieplatform, waardoor de mogelijkheid bestaat de mobiele wereld te koppelen aan die van de vaste telefonie.